# 202930 Ivezić
202930 Ivezić è un asteroide della fascia principale. Scoperto nel 1998, presenta un'orbita caratterizzata da un semiasse maggiore pari a 2,7189365 au e da un'eccentricità di 0,1299223, inclinata di 4,56301° rispetto all'eclittica.
L'asteroide era stato inizialmente battezzato 202930 Ivezic per poi essere corretto nella denominazione attuale.
L'asteroide è dedicato all'astronomo croato naturalizzato statunitense Željko Ivezić.